# Phaeochlaena remota
Phaeochlaena remota är en fjärilsart som beskrevs av Walker 1856. Phaeochlaena remota ingår i släktet Phaeochlaena och familjen tandspinnare. Inga underarter finns listade i Catalogue of Life.